# Serratocallis takahashii
Serratocallis takahashii är en insektsart som beskrevs av Quednau och Chakrabarti 1976. Serratocallis takahashii ingår i släktet Serratocallis och familjen långrörsbladlöss. Inga underarter finns listade i Catalogue of Life.